# Пчелиновское сельское поселение
Пчелиновское сельское поселение — муниципальное образование Бобровского района Воронежской области России.
Административный центр — село Пчелиновка. 

## Население
| 2000  | 2005  | 2010  | 2012  | 2013  | 2014  | 2015  | 2016  | 2017  |
| ----- | ----- | ----- | ----- | ----- | ----- | ----- | ----- | ----- |
| 1795  | ↘1705 | ↘1610 | ↘1598 | ↘1554 | ↘1487 | ↘1456 | ↗1467 | ↘1448 |
| 2018  | 2019  | 2020  | 2021  |       |       |       |       |       |
| ↗1458 | ↘1440 | ↗1442 | ↘1328 |       |       |       |       |       |

## Административное деление
В состав поселения включены населённые пункты:
- село Пчелиновка,
- поселок Лугань,
- село Николо-Варваринка.

## Инфраструктура
В поселении работает «Центр культуры и информации Пчелиновского сельского поселения».